# Hot Tub Time Machine 2
Hot Tub Time Machine 2 (titulada: Jacuzzi al pasado 2 en España, Un loco viaje al futuro en México y Hot Tub 2: Solteros en el tiempo en el resto de Hispanoamérica) es una película estrenada el 20 de febrero de 2015 dirigida por Steve Pink y escrita por Josh Heald. La película la protagonizan Craig Robinson, Rob Corddry, Clark Duke, Adam Scott, Gillian Jacobs y Chevy Chase. Es la secuela de la película del año 2010, Hot Tub Time Machine.
Fue nominada a dos Premios Razzie en las categorías de peor actor secundario (Chevy Chase) y Peor precuela, remake, copia o secuela.

## Argumento
Nick y Jacob usan un jacuzzi como máquina del tiempo para tratar de ir al pasado después de que disparen a Lou, pero terminan diez años en el futuro.

## Reparto
- Rob Corddry como Lou.
- Craig Robinson como Nick.
- Clark Duke como Jacob.
- Adam Scott como Adam Yates Jr.
- Chevy Chase como el Reparador de la tina.
- Collette Wolfe como Kelly.
- Gillian Jacobs como Jill.
- Jason Jones como Gary Winkle.
- Kumail Nanjiani como Brad.
- Kellee Stewart como Courtney.
- Bianca  Haase como Sophie.
- Christian Slater como Presentador de Choozy Doozy. (sin acreditar)

## Producción
La producción de la película empezó en junio de 2013. El 31 de enero de 2014, se anunció que la película sería estrenada el 25 de diciembre de 2014. El 14 de octubre de 2014, se cambió la fecha al 20 de febrero de 2015.